# MIIP
MIIP (англ. Migration and invasion inhibitory protein) – білок, який кодується однойменним геном, розташованим у людей на 1-й хромосомі. Довжина поліпептидного ланцюга білка становить 388 амінокислот, а молекулярна маса — 42 824.
| 10         |  | 20         |  | 30         |  | 40         |  | 50         |
| ---------- |  | ---------- |  | ---------- |  | ---------- |  | ---------- |
| MVEAEELAQL |  | RLLNLELLRQ |  | LWVGQDAVRR |  | SVARAASESS |  | LESSSSYNSE |
| TPSTPETSST |  | SLSTSCPRGR |  | SSVWGPPDAC |  | RGDLRDVARS |  | GVASLPPAKC |
| QHQESLGRPR |  | PHSAPSLGTS |  | SLRDPEPSGR |  | LGDPGPQEAQ |  | TPRSILAQQS |
| KLSKPRVTFS |  | EESAVPKRSW |  | RLRPYLGYDW |  | IAGSLDTSSS |  | ITSQPEAFFS |
| KLQEFRETNK |  | EECICSHPEP |  | QLPGLRESSG |  | SGVEEDHECV |  | YCYRVNRRLF |
| PVPVDPGTPC |  | RLCRTPRDQQ |  | GPGTLAQPAH |  | VRVSIPLSIL |  | EPPHRYHIHR |
| RKSFDASDTL |  | ALPRHCLLGW |  | DIFPPKSEKS |  | SAPRNLDLWS |  | SVSAEAQHQK |
| LSGTSSPFHP |  | ASPMQMLPPT |  | PTWSVPQVPR |  | PHVPRQKP   |  |            |

A: Аланін

C: Цистеїн

D: Аспарагінова кислота

E: Глутамінова кислота

F: Фенілаланін

G: Гліцин

H: Гістидин

I: Ізолейцин

K: Лізин

L: Лейцин

M: Метіонін

N: Аспарагін

P: Пролін

Q: Глутамін

R: Аргінін

S: Серин

T: Треонін

V: Валін

W: Триптофан

Кодований геном білок за функцією належить до фосфопротеїнів. 
Задіяний у такому біологічному процесі, як альтернативний сплайсинг. 